# Moses Kotane
Moses Kotane (officieel Moses Kotane Local Municipality) is een gemeente in het Zuid-Afrikaanse district Bojanala.
Moses Kotane ligt in de provincie Noordwest  en telt 242.554 inwoners. De gemeente is vernoemd naar een voorman van de Zuid-Afrikaanse communistische partij.